# Championnat d'Espagne d'échecs

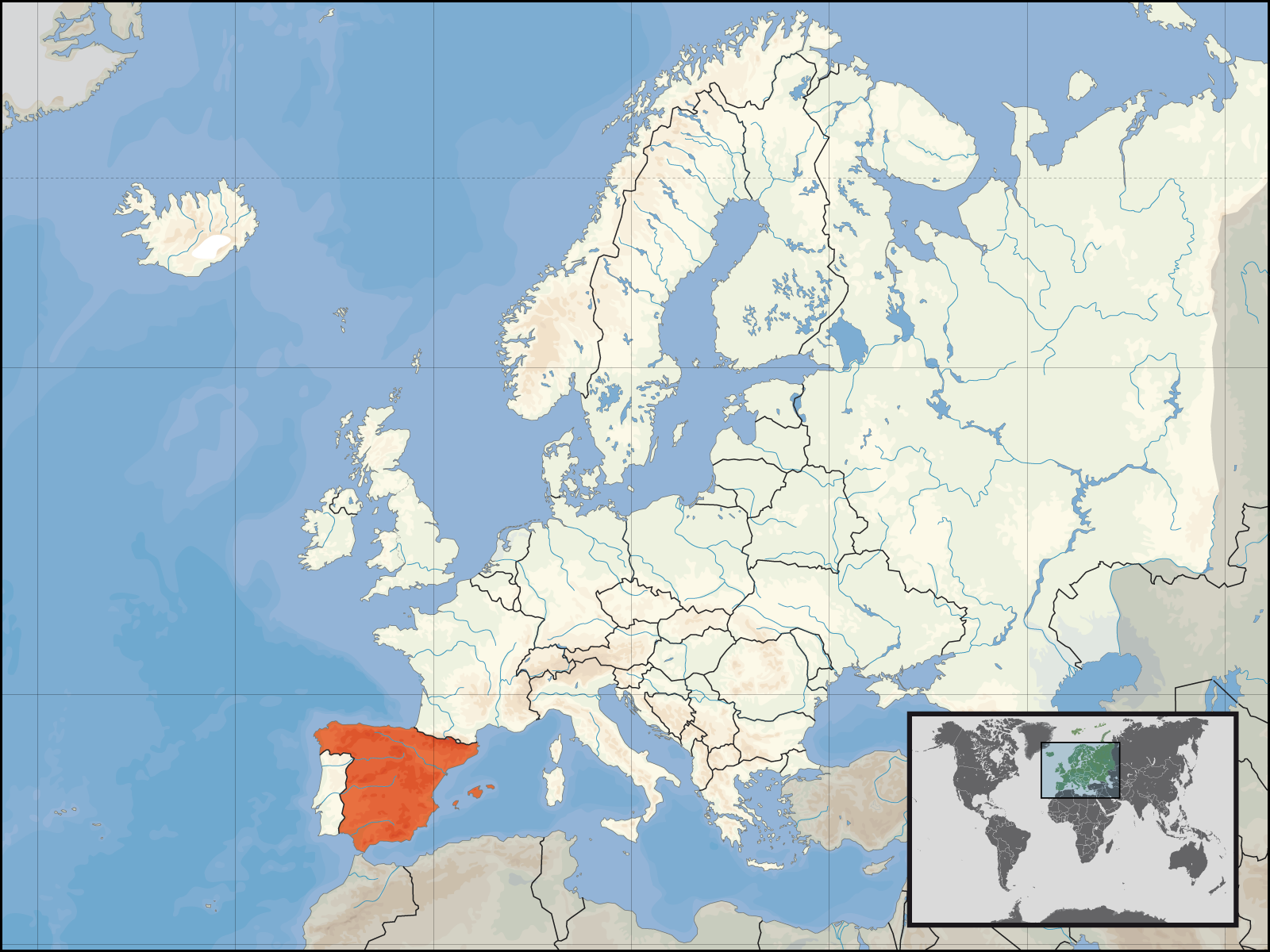
Espagne.

Le championnat d'Espagne d'échecs est disputé chaque année sous les auspices de la Fédération espagnole d'échecs (FEDA), l'organe directeur des échecs en Espagne. Il permet de déterminer le champion d'échecs du pays.

## Vainqueurs

### Championnat masculin
| Édition  | Année    | Ville                      | Vainqueur                             | Second                                |
| -------- | -------- | -------------------------- | ------------------------------------- | ------------------------------------- |
| I        | 1902     | Madrid                     | Manuel Golmayo Torriente              | Juan Sadón                            |
| II       | 1912     | Madrid                     | Manuel Golmayo Torriente              | Manuel Zaragoza Ruiz (es)             |
| III      | 1921     | Madrid                     | Manuel Golmayo Torriente              | Celso Golmayo                         |
| IV       | 1930     | Barcelone                  | Ramón Rey Ardid                       | Manuel Golmayo                        |
| V        | 1933     | Barcelone                  | Ramón Rey Ardid                       | Jaime Casas (es)                      |
| VI       | 1935     | Saragosse                  | Ramón Rey Ardid                       | Vicente Almirall Castell (en)         |
| VII      | 1942     | Madrid                     | Ramón Rey Ardid                       | Juan Manuel Fuentes (es)              |
| VIII     | 1943     | Madrid                     | José Sanz Aguado (en)                 | Ramón Rey Ardid                       |
| IX       | 1944     | Madrid                     | Antonio Medina                        | Rafael Llorens Llorens (es)           |
| X        | 1945     | Bilbao                     | Antonio Medina                        | Miguel Albareda Creus (en)            |
| XI       | 1946     | Santander                  | Arturo Pomar Salamanca                | Antonio Medina                        |
| XII      | 1947     | Valencia                   | Antonio Medina                        | Juan Manuel Fuentes                   |
| XIII     | 1948     | Murcie                     | Francisco José Pérez (en)             | Rafael Saborido Carné (en)            |
| XIV      | 1949     | Albacete                   | Antonio Medina                        | Francisco José Pérez (en)             |
| XV       | 1950     | San Sebastián              | Arturo Pomar Salamanca                | Antonio Medina                        |
| XVI      | 1951     | Barcelone                  | Román Torán Albero                    | Arturo Pomar Salamanca                |
| XVII     | 1952     | Gijón                      | Antonio Medina                        | Román Bordell Rosell (es)             |
| XVIII    | 1953     | Galicia                    | Román Torán Albero                    | Rodrigo Rodríguez Rodríguez (es)      |
| XIX      | 1954     | Tarragone                  | Francisco José Pérez                  | Román Torán                           |
| XX       | 1955     | Alcoy                      | Jesús Díez del Corral                 | Jaime Lladó Lumbera (en)              |
| XXI      | 1956     | Barcelone                  | Jaime Lladó Lumbera (en)              | Arturo Pomar Salamanca                |
| XXII     | 1957     | Saragosse                  | Arturo Pomar Salamanca                | Miguel Farré                          |
| XXIII    | 1958     | Valencia                   | Arturo Pomar Salamanca                | Ángel Ribera Arnal (en)               |
| XXIV     | 1959     | Santa Cruz de Tenerife     | Arturo Pomar Salamanca                | Máximo López García-Riaño (es)        |
| XXV      | 1960     | Lugo                       | Francisco José Pérez                  | Rafael Saborido Carné                 |
| XXVI     | 1961     | Granada                    | Jaime Lladó Lumbera                   | Pedro Puig Pulido (en)                |
| XXVII    | 1962     | Málaga                     | Arturo Pomar Salamanca                | Jaime Lladó Lumbera                   |
| XXVIII   | 1963     | Cádiz                      | Antonio Medina                        | Rafael Saborido Carné                 |
| XXIX     | 1964     | Las Palmas de Gran Canaria | Antonio Medina                        | Arturo Pomar Salamanca                |
| XXX      | 1965     | Séville                    | Jesús Díez del Corral                 | Francisco García Orús (es)            |
| XXXI     | 1966     | Almería                    | Arturo Pomar Salamanca                | Antonio Medina                        |
| XXXII    | 1967     | Palma de Mallorca          | Ángel Fernández Fernández (es)        | Antonio Medina                        |
| XXXIII   | 1968     | Reus                       | Fernando Visier Segovia (en)          | Rafael Saborido Carné                 |
| XXXIV    | 1969     | Navalmoral                 | Juan Manuel Bellón López              | Arturo Pomar Salamanca                |
| XXXV     | 1970     | Llaranes                   | Ernesto Palacios de la Prida (en)     | Ricardo Calvo (en)                    |
| XXXVI    | 1971     | Gijón                      | Juan Manuel Bellón López              | Jesús Díez del Corral                 |
| XXXVII   | 1972     | Salamanque                 | Fernando Visier Segovia               | Ángel Martín González (en)            |
| XXXVIII  | 1973     | Santa Cruz de Tenerife     | Francisco Javier Sanz Alonso (en)     | Antonio Medina                        |
| XXXIX    | 1974     | Valence                    | Juan Manuel Bellón López              | Ángel Martín González                 |
| XL       | 1975     | Benidorm                   | José Miguel Fraguela Gil (es)         | Ernesto Palacios de la Prida (en)     |
| XLI      | 1976     | Ceuta                      | Ángel Martín González (en)            | José Luis Fernández García (es)       |
| XLII     | 1977     | Can Picafort               | Juan Manuel Bellón López              | José Luis Fernández García            |
| XLIII    | 1978     | Île de La Toja             | Manuel Rivas Pastor                   | José Luis Fernández García            |
| XLIV     | 1979     | Torrevieja                 | Manuel Rivas Pastor                   | Ángel Martín González                 |
| XLV      | 1980     | Alcoy                      | Juan Mario Gómez Esteban              | Francisco Javier Sanz Alonso (en)     |
| XLVI     | 1981     | Séville                    | Manuel Rivas Pastor                   | Francisco Gallego Eraso (es)          |
| XLVII    | 1982     | Carthagène                 | Juan Manuel Bellón López              | Francisco Javier Sanz Alonso          |
| XLVIII   | 1983     | Las Palmas de Gran Canaria | José García Padrón (es)               | Juan Mario Gómez                      |
| XLIX     | 1984     | Barcelone                  | Ángel Martín González                 | Miguel Illescas Córdoba               |
| L        | 1985     | Huesca                     | Jesús María De La Villa García        | José Luis Fernández García            |
| LI       | 1986     | La Roda                    | Ángel Martín González                 | Jordi Magem                           |
| LII      | 1987     | Salou                      | Alfonso Romero Holmes                 | Juan Carlos Gil Reguera (es)          |
| LIII     | 1988     | Alcanar                    | Jesús María De La Villa García        | Alejandro Bofill Mas (es)             |
| LIV      | 1989     | Almería                    | José Luis Fernández García (es)       | Juan Manuel Bellón López              |
| LV       | 1990     | Linares                    | Jordi Magem Badals                    | Marcelino Sión Castro (es)            |
| LVI      | 1991     | Lérida                     | Manuel Rivas Pastor                   | Miguel Illescas Córdoba               |
| LVII     | 1992     | Madrid                     | Juan Mario Gómez Esteban              | Francisco Javier Ochoa                |
| LVIII    | 1993     | Linares-Bilbao             | Lluis Comas Fabregó (es)              | Jordi Magem                           |
| LIX      | 1994     | Cañete                     | Sergio Cacho Reigadas (es)            | Rafael Álvarez Ibarra (es)            |
| LX       | 1995     | Almonte                    | Miguel Illescas Córdoba               | José Luis Fernández García (es)       |
| LXI      | 1996     | Zamora                     | Sergio Estremera Paños (es)           | Jesús María de la Villa García        |
| LXII     | 1997     | Torrevieja                 | Pablo San Segundo Carrillo (en)       | Jordi Magem                           |
| LXIII    | 1998     | Linares                    | Miguel Illescas Córdoba               | Francisco Vallejo Pons                |
| LXIV     | 1999     | Palencia                   | Miguel Illescas Córdoba               | Zenón Franco                          |
| LXV      | 2000     | Manresa                    | Ángel Martín González (en)            | Javier Moreno Carnero (es)            |
| LXVI     | 2001     | Manacor                    | Miguel Illescas Córdoba               | Lluis Comas Fabregó (es)              |
| LXVII    | 2002     | Ayamonte                   | Alexéi Shírov                         | Francisco Vallejo Pons                |
| LXVIII   | 2003     | Burgos                     | Óscar de la Riva Aguado               | Salvador Gabriel Del Río Angelis (es) |
| LXIX     | 2004     | Séville                    | Miguel Illescas Córdoba               | Javier Moreno Carnero                 |
| LXX      | 2005     | Lorca                      | Miguel Illescas Córdoba               | Josep Manuel López Martínez (es)      |
| LXXI     | 2006     | León                       | Francisco Vallejo Pons                | Salvador Gabriel Del Río Angelis      |
| LXXII    | 2007     | Ayamonte                   | Miguel Illescas Córdoba               | Josep Manuel López Martínez           |
| LXXIII   | 2008     | Ceuta                      | David Lariño Nieto (es)               | Julen Luis Arizmendi Martínez (en)    |
| LXXIV    | 2009[1]  | Palma de Mallorca          | Francisco Vallejo Pons                | Josep Manuel López Martínez           |
| LXXV     | 2010[2]  | El Sauzal                  | Miguel Illescas Córdoba               | Francisco Vallejo Pons                |
| LXXVI    | 2011[3]  | Arenal d'en Castell        | Alvar Alonso Rosell (en)              | Miguel Illescas Córdoba               |
| LXXVII   | 2012[4]  | Gran Canaria               | Julen Luis Arizmendi Martínez (en)    | Miguel Muñoz Pantoja (es)             |
| LXXVIII  | 2013[5]  | Linares                    | Iván Salgado López                    | Miguel Illescas Córdoba               |
| LXXIX    | 2014[6]  | Linares                    | Francisco Vallejo Pons                | Ángel Arribas López (es)              |
| LXXX     | 2015[7]  | Linares                    | Francisco Vallejo Pons                | David Antón Guijarro                  |
| LXXXI    | 2016     | Linares                    | Francisco Vallejo Pons                | David Antón Guijarro                  |
| LXXXII   | 2017     | Las Palmas de Gran Canaria | Iván Salgado López                    | David Antón Guijarro                  |
| LXXXIII  | 2018     | Linares                    | Salvador Gabriel Del Río Angelis (es) | José Fernando Cuenca Jiménez (es)     |
| LXXXIV   | 2019     | Marbella                   | Alexei Shirov                         | Francisco Vallejo Pons                |
| LXXXV    | 2020[8]  | Linares                    | David Antón Guijarro                  | Jaime Santos Latasa                   |
| LXXXVI   | 2021[9]  | Linares                    | Eduardo Iturrizaga                    | Jaime Santos Latasa                   |
| LXXXVII  | 2022[10] | Linares                    | Eduardo Iturrizaga                    | Daniil Yuffa                          |
| LXXXVIII | 2023[11] | Marbella                   | Eduardo Iturrizaga                    | Alan Pichot                           |
| LXXXIX   | 2024[12] | Marbella                   | Daniil Yuffa                          | Maksim Tchigaïev                      |

### Championnat féminin
| Édition | Année                 | Ville                | Championne                        |
| ------- | --------------------- | -------------------- | --------------------------------- |
| I       | 1950                  | Madrid               | Gloria Velat (es)                 |
| II      | 1951                  | Valence              | Sofía Ruiz (es)                   |
| III     | 1953                  | Barcelone            | María del Pilar Cifuentes (es)    |
| IV      | 1955                  | Valence              | María del Pilar Cifuentes         |
| V       | 1957                  | Madrid               | María Luisa Gutiérrez (es)        |
| VI      | 1959                  | Barcelone            | María Luisa Gutiérrez             |
| VII     | 1961                  | Barcelone            | Pepita Ferrer Lucas (en)          |
| VIII    | 1963                  | Madrid               | Pepita Ferrer Lucas               |
| IX      | 1965                  | Arenys de Mar        | María Luisa Gutiérrez             |
| X       | 1967                  | Arenys de Mar        | María Luisa Gutiérrez             |
| XI      | 1969                  | Santander            | Pepita Ferrer Lucas               |
| XII     | 1971                  | Carreño              | Pepita Ferrer Lucas               |
| XIII    | 1972                  | Vigo                 | Pepita Ferrer Lucas               |
| XIV     | 1973                  | Gijón                | Pepita Ferrer Lucas               |
| XV      | 1974                  | Saragosse            | Pepita Ferrer Lucas               |
| XVI     | 1975                  | Séville              | Nieves García Vicente             |
| XVII    | 1976                  | Alicante             | Pepita Ferrer Lucas (en)          |
| XVIII   | 1977                  | Zamora               | Nieves García Vicente             |
| XIX     | 1978                  | Île de La Toja       | Nieves García Vicente             |
| XX      | 1979                  | Vic                  | Julia Gallego Eraso (es)          |
| XXI     | 1980                  | Reus                 | María del Pino García Padrón (en) |
| XXII    | 1981                  | Nerja                | Nieves García Vicente             |
| XXIII   | 1982                  | Cordoue              | Nieves García Vicente             |
| XXIV    | 1983                  | Lérida               | María del Pino García Padrón      |
| XXV     | 1984                  | La Roda              | Nieves García Vicente             |
| XXVI    | 1985                  | Logroño              | María Luisa Cuevas Rodríguez (en) |
| XXVII   | 1986                  | Benidorm             | María Luisa Cuevas Rodríguez      |
| XXVIII  | 1987                  | Bilbao               | María Luisa Cuevas Rodríguez      |
| XXIX    | 1988                  | Coria del Río        | María Luisa Cuevas Rodríguez      |
| XXX     | 1989                  | Alicante             | María Luisa Cuevas Rodríguez      |
| XXXI    | 1990                  | Benasque             | Beatriz Alfonso Nogue (en)        |
| XXXII   | 1991                  | Llanes               | María Luisa Cuevas Rodríguez      |
| XXXIII  | 1992                  | San Fernando         | Nieves García Vicente             |
| XXXIV   | 1993                  | Valence              | Nieves García Vicente             |
| XXXV    | 1994                  | San Feliu de Guíxols | María Luisa Cuevas Rodríguez      |
| XXXVI   | 1995                  | Vitoria              | Mónica Vilar López (es)           |
| XXXVII  | 1996                  | Vitoria              | Nieves García Vicente             |
| XXXVIII | 1997                  | Ampuriabrava         | Mónica Calzetta Ruiz              |
| XXXIX   | 1998                  | Vera                 | Nieves García Vicente             |
| XL      | 1999                  | Vera                 | Silvia Timón Piote (es)           |
| XLI     | 2000                  | La Roda              | Mónica Calzetta Ruiz              |
| XLII    | 2001                  | Vera                 | Yudania Hernández Estévez (es)    |
| XLIII   | 2002                  | Ayamonte             | Mónica Calzetta Ruiz              |
| ILIV    | 2003                  | Burgos               | Nieves García Vicente             |
| XLV     | 2004                  | Séville              | Mónica Calzetta Ruiz              |
| XLVI    | 2005                  | Lorca                | Mónica Calzetta Ruiz              |
| XLVII   | 2006                  | Salou                | Patricia Llaneza Vega (es)        |
| XLVIII  | 2007                  | Socuéllamos          | Mónica Calzetta Ruiz              |
| XLIX    | 2008                  | Novelé               | Sabrina Vega Gutiérrez            |
| L       | 2009                  | Almansa              | Mónica Calzetta Ruiz              |
| LI      | 2010                  | Cortegana            | Lucía Pascual Palomo (es)         |
| LII     | 2011                  | Padrón               | Yudania Hernández Estévez (es)    |
| LIII    | 2012                  | Salobreña            | Sabrina Vega Gutiérrez            |
| LIV     | 2013                  | Linares              | Olga Alexandrova                  |
| LV      | 2014                  | Linares              | Olga Alexandrova                  |
| LVI     | 2015                  | Linares              | Sabrina Vega Gutiérrez            |
| LVII    | 2016                  | Linares              | Ana Matnadze                      |
| LVI     | 2017                  | Linares              | Sabrina Vega Gutiérrez            |
| LVII    | 2018                  | Linares              | Sabrina Vega Gutiérrez            |
| LVIII   | 2019                  | Marbella             | Sabrina Vega Gutiérrez            |
| LIX     | 2020[8]               | Linares              | Sabrina Vega Gutiérrez            |
| LX      | 2021[9]               | Linares              | Sabrina Vega Gutiérrez            |
| LXI     | 2022[10]              | Linares              | Marta García Martín               |
| LXII    | 2023[11]              | Marbella             | Sarasadat Khademalsharieh         |
| LXII    | 2024[réf. nécessaire] | Marbella             | Sabrina Vega Gutiérrez            |

## Championnat d'Espagne d'échecs par correspondance[13]
| #      | Années    | Vainqueur                    |
| ------ | --------- | ---------------------------- |
| I      | 1948-1951 | Santiago Martinez Mocete     |
| II     | 1956-1958 | Miguel Albareda Creus        |
| III    | 1963-1965 | Esteban Barrababe Menal      |
| IV     | 1964-1966 | Jordi Werner Serrat          |
| V      | 1965-1967 | Melchor Subirá Prat          |
| VI     | 1966-1968 | Esteban Barrababe Menal      |
| IX     | 1971-1973 | Francisco Ballbe Anglada     |
| X      | 1972-1974 | Ernesto Palacios de la Prida |
| XI     | 1973-1976 | Rosendo Planas Ferret        |
| XII    | 1975-1977 | Rosendo Planas Ferret        |
| XIII   | 1973-1975 | Felipe Moreno Ramos          |
| XIV    | 1976-1978 | Enrique Pascual Gras         |
| XV     | 1978-1981 | Josep Garriga Nualart        |
| XVI    | 1980-1982 | Santiago Bonay Toscas        |
| XVII   | 1983-1985 | Josep Garriga Nualart        |
| XVIII  | 1986-1992 | Josep Pons Ribot             |
| XIX    | 1991-1994 | Ricardo Montecatine Rios     |
| XX     | 1995-1999 | Ramon Garcia Orenes          |
| XXI    | 2000-2003 | Pedro Drake Diez de Rivera   |
| XXII   | 2003-2006 | Josep Mercadal Benejam       |
| XXIII  | 2003-2005 | Francisco Muñoz Moreno       |
| XXIV   | 2005-2007 | Ignacio Santos Crespo        |
| XXV    | 2007-2009 | Javier Asturiano Molina      |
| XXVI   | 2009-2011 | Javier Asturiano Molina      |
| XXVII  | 2011-2013 | Francisco Velilla Velasco    |
| XXVIII | 2013-2015 | Eduardo Miras Garcia         |
| XXIX   | 2015-2017 | Francisco Tarrio Ocaña       |
| XXX    | 2017-2019 | Juan Aguilar Garcia          |
| XXXI   | 2019-2021 | Alberto Perez Lopez          |
| XXXII  | 2021-2023 | Francisco Burgos Garbin      |

## Anecdotes
En 2015, un grand maître résidant en Ukraine a été testé positif au Carpheon.